# Huit heures ne font pas un jour
Pour plus de détails, voir Fiche technique et Distribution.
Huit heures ne font pas un jour (Acht Stunden sind kein Tag) est un feuilleton en 5 épisodes réalisé par Rainer Werner Fassbinder, diffusé à la télévision allemande d'octobre 1972 à mars 1973.

## Sujet du feuilleton
Les amours et les problèmes de la vie quotidienne de familles d'ouvriers.

## Fiche technique
- Titre original : Acht Stunden sind kein Tag
- Titre français : Huit heures ne font pas un jour
- Réalisation : Rainer Werner Fassbinder
- Assistants de réalisation : Renate Leiffer, Eberhard Schubert
- Scénario : Rainer Werner Fassbinder
- Production : WDR
- Caméra : Dietrich Lohmann
- Montage : Marie Anne Gerhardt
- Décors : Kurt Raab
- Format : 16 mm, couleur
- Tournage : 105 jours (avril-août 1972), Cologne et environs de Mönchengladbach
- Durée : 101 min (1re partie), 99 min (2e partie), 91 min (3e partie), 88 min (4e partie), 88 min (5e partie)
- Date de diffusion : 1re diffusion du 29/10/1972 au 18/3/1973

### Titres des parties
- 1re partie : Jochen et Marion
- 2e partie : Mamie et Gregor
- 3e partie : Franz et Ernst
- 4e partie : Harald et Monika
- 5e partie : Irmgard et Rolf

## Distribution
- Gottfried John : Jochen
- Hanna Schygulla : Marion
- Luise Ullrich : Mamie
- Werner Finck : Gregor
- Anita Bucher : Käthe
- Wolfried Lier : Wolf
- Christine Oesterlein : Klara
- Renate Roland : Monika
- Kurt Raab : Harald
- Andrea Schober : Sylvia
- Thorsten Massinger : Manni
- Irm Hermann : Irmgard Erlkönig
- Wolfganag Zerlett : Manfred
- Wolfgang Schenck : Franz
- Herb Andress : Rüdiger
- Rudolf Waldemar Brem : Rolf
- Hans Hirschmüller : Jürgen
- Peter Gauhe : Ernst
- Grigorios Karpidis : Giuseppe
- Karl Scheydt : Peter
- Victor Curland : Le contremaître Kretzschmer
- Rainer Hauer : Le chef d'atelier Gross
- Margit Carstensen, Christiane Jannessen, Doris Mattes, Gusti Kreissl, Lilo Pempeit : Femmes au foyer (2e partie)
- Katrin Schaake, Rudolf Lenz (de), Jörg von Liebenfels : Locataires (2e partie)
- Valeska Gert, Ruth Drexel : invitées (3e partie)